# Hesselø

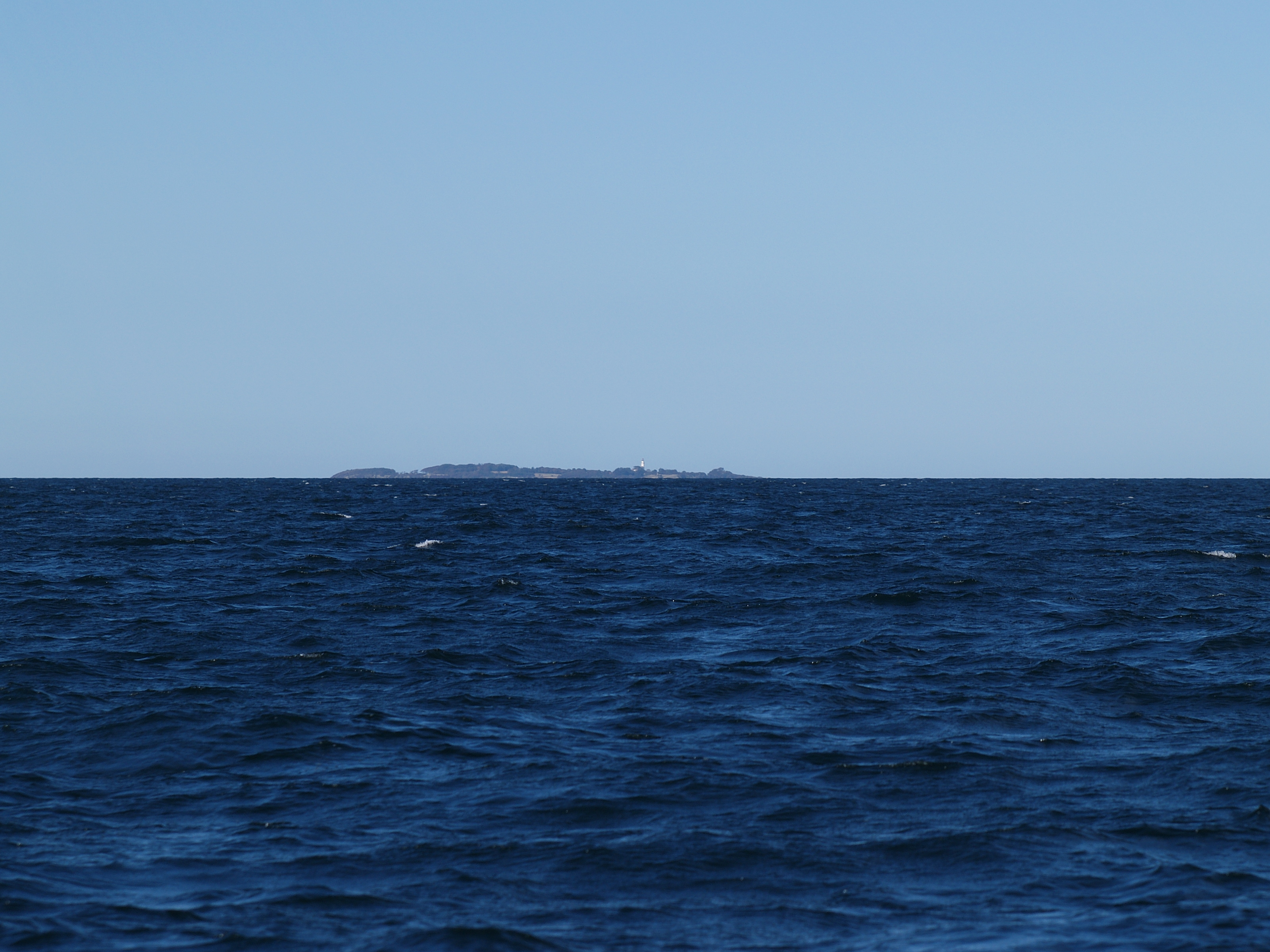
Hesselø vanuit het zuiden

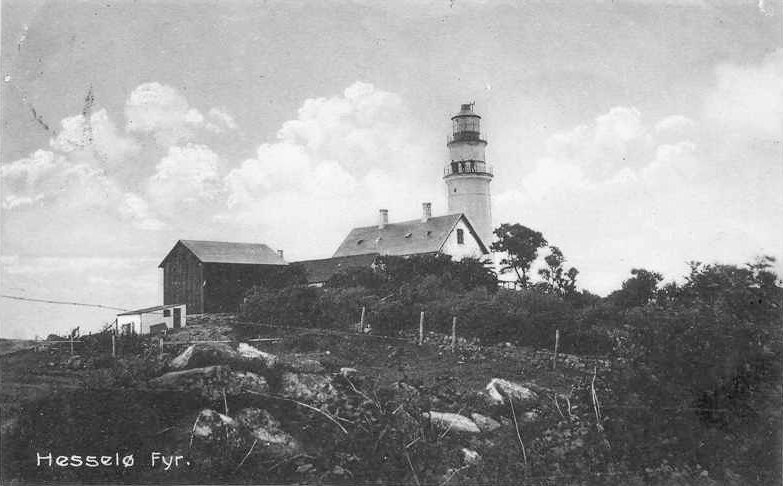
vuurtoren Hesselø

Hesselø is een Deens eiland in het Kattegat, zo'n 28 km ten noorden van Seeland. Het eilandje heeft een oppervlakte van 71 ha, en is onbewoond. Het hoogste punt is 20 m boven de zeespiegel en daar staat de 24 m hoge vuurtoren. Hesselø behoort tot de gemeente Halsnæs, waarvan de kern 25 km zuidoostelijker ligt, en daardoor tot de regio Hoofdstad (Hovedstaden).
De naam is afgeleid van de zeehonden (sæl) die courant voorkomen op het eiland.
Er werd sinds de middeleeuwen op gejaagd. Pas sinds 1977 is de jacht verboden.
Om die reden is het eiland ook een natuurreservaat.
Er staat een weerstation en er is een begraafplaats met voornamelijk schipbreukelingen.
In 2002 werd het eiland voor 12 miljoen Deense kronen verkocht aan het Deens radarbedrijf Weibel Scientific.
Deze liet in 2003 de landingsbaan verlengen en legde een onvergunde haven aan, wat leidde tot een procedure die werd afgesloten met het herstel in de oorspronkelijke toestand en een boete voor de eigenaar.